# Hotimir
Hotimir (lat. Chetmarus, Cheitumarus, Cheftumarus, Chetumarsus; ? - ?, † 769.), slavenski knez Karantanije od 752. godine te nasljednik bratića Gorazda († 751.).
Bio je nećak karantanskog kneza Boruta († o. 749.) i bratić kneza Gorazda kojeg je naslijedio na prijestolju. Vladao je kao vazal franačkog kralja. Primio je kršćanstvo na bavarskom dvoru kamo je poslan kao taoc oko 745. godine, zajedno s bratićem Gorazdom, nakon gubitka karantanske neovisnosti i potpadanja pod bavarsku, a posljedično pod franačku vlast. Pomagao je daljnje širenje kršćanske vjere među Karantancima te je oko 757. godine pozvao irskog kršćanskog misionara Modesta iz Salzburga da propovijeda i organizira kršćanstvo u njegovoj kneževini. Tada su u Karantaniji bile podignute prve crkve, među kojima i Gospe Svete u Gosposvetskom polju u okolici Klagenfurta.
Godine 763. izbio je u Karantaniji prvi protufranački ustanak usmjeren protiv širenja kršćanstva na štetu slavenske poganske religije te protiv uvođenja franačkog feudalnog poretka. Poslije gušenja tog ustanka, buknuo je 765. godine novi ustanak Karantanaca kojima je knez Hotimir 752. godine uveo crkveni danak. Ipak, i taj je ustanak bio skršen za Hotimirove vladavine.